# Otto van Brunswijk-Göttingen
Otto van Brunswijk-Göttingen bijgenaamd de Milde (24 juni 1292 - Göttingen, 30 augustus 1344) was van 1318 tot aan zijn dood hertog van Brunswijk-Wolfenbüttel en hertog van Brunswijk-Göttingen. Hij behoorde tot het huis Welfen.

## Levensloop
Otto was de oudste zoon van hertog Albrecht II van Brunswijk-Göttingen en diens echtgenote Rixa, dochter van heer Hendrik I van Werle. 
Na de dood van zijn vader in 1318 erfde Otto de hertogdommen Brunswijk-Wolfenbüttel en Brunswijk-Göttingen. Ook werd hij de voogd van zijn jongere, nog minderjarige broers Magnus en Ernst. Otto bleef beide hertogdommen tot aan zijn dood in 1344 alleen besturen, zelfs nadat Magnus en Ernst volwassen waren verklaard.
In 1323 bemachtigde hij de streek Altmark, dat zijn echtgenote had geërfd. Omdat Otto er echter niet in slaagde om controle over dit gebied te verkrijgen, verkocht hij de Altmark in 1343.  
In 1344 stierf Otto, waarna zijn broers Magnus en Ernst zijn hertogdommen erfden.

## Huwelijken en nakomelingen
Eerst huwde Otto met Judith (overleden in 1317), dochter van landgraaf Hendrik I van Hessen. Dit huwelijk bleef kinderloos.
In 1319 hertrouwde hij met Agnes (1297-1334), dochter van markgraaf Herman van Brandenburg. Ze kregen een dochter:
- Agnes (overleden in 1371)